# Briksdalsbreen
Der Briksdalsbre (norwegisch Briksdalsbreen, -en = männlicher bestimmter Artikel) in Norwegen ist ein westlicher Nebenarm des größten Festlandsgletschers in Europa, des Jostedalsbreen. 
Er liegt im Gebiet der Gemeinde Stryn im Norden der Provinz Vestland nördlich des Sognefjords im Jostedalsbreen-Nationalpark.
Der höchste Punkt des Briksdalsbre liegt etwa 1900 m über dem Meer. Der Gletscher endete bis 2008 in 346 m Höhe in einem kleinen Schmelzwassersee, Briksdalsvatn (norwegisch: Briksdalsvatnet). Seitdem hat er sich noch weiter zurückgezogen.
Seit 1900 wird jährlich ausgemessen, wo sich die Vorderkante des Gletschers befindet. Der Gletscher hatte um die Jahre 1910 und 1930 Vorstöße, schmolz aber zwischen den Jahren 1932 und 1951 um etwa 800 m zurück. In dieser Zeit entstand das Briksdalsvatn. Die Vorderkante hat seitdem mehrere Vorstöße und Perioden mit Rückgängen vollführt. Während eines Vorstoßes zwischen den Jahren 1987 und 1997 wurde der See vom Gletscher völlig zugedeckt. Nach 1999 schmolz der Gletscher rasch ab, so dass 2008 der See wieder vollkommen frei lag. Die Messungen werden vom norwegischen Wasserlauf- und Energieamt (Norges vassdrags- og energidirektorat, NVE) durchgeführt.
Der Gletscher ist seit dem 19. Jahrhundert ein bekanntes Tourismusziel und zieht jährlich 300.000 Besucher an.
Drei Kilometer unterhalb des Gletschers gibt es seit 1891 den Berggasthof Briksdal fjellstove mit Restauration und Übernachtungsmöglichkeiten.

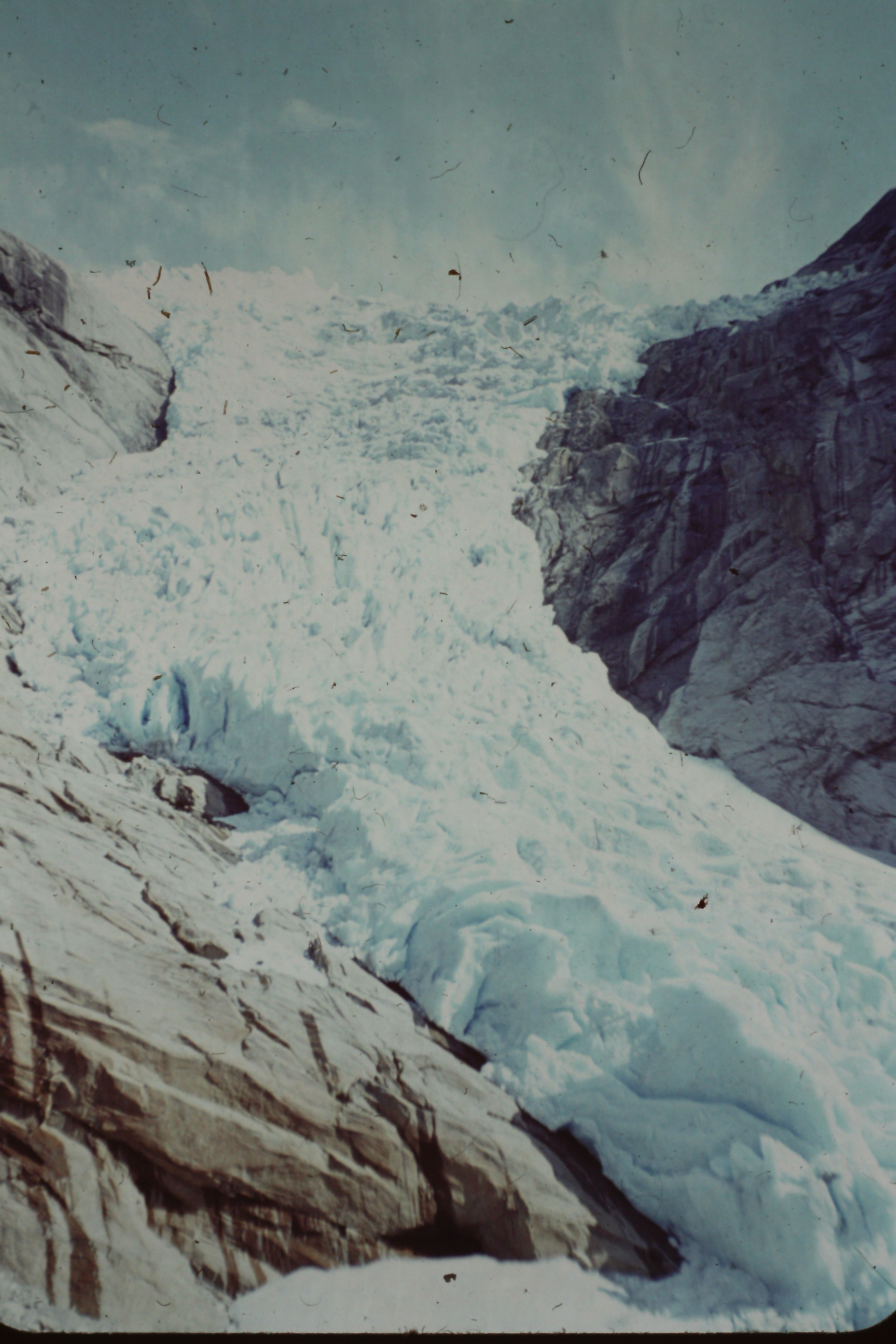
Der Briksdalsbre im August 1963

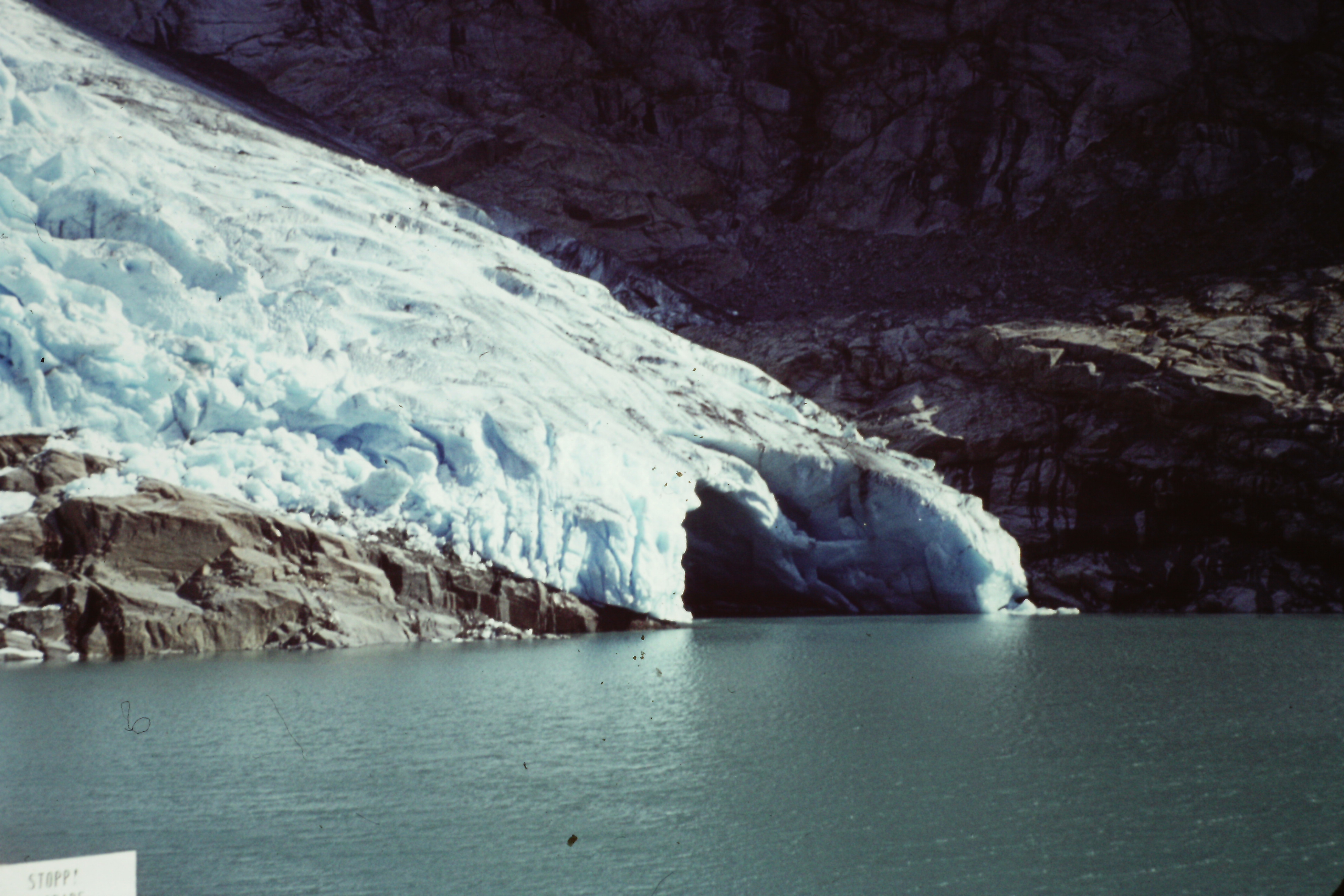
Fuß des Briksdalsbre mit Gletschertor und dem Briksdalsvatn im August 1963

## Galerie

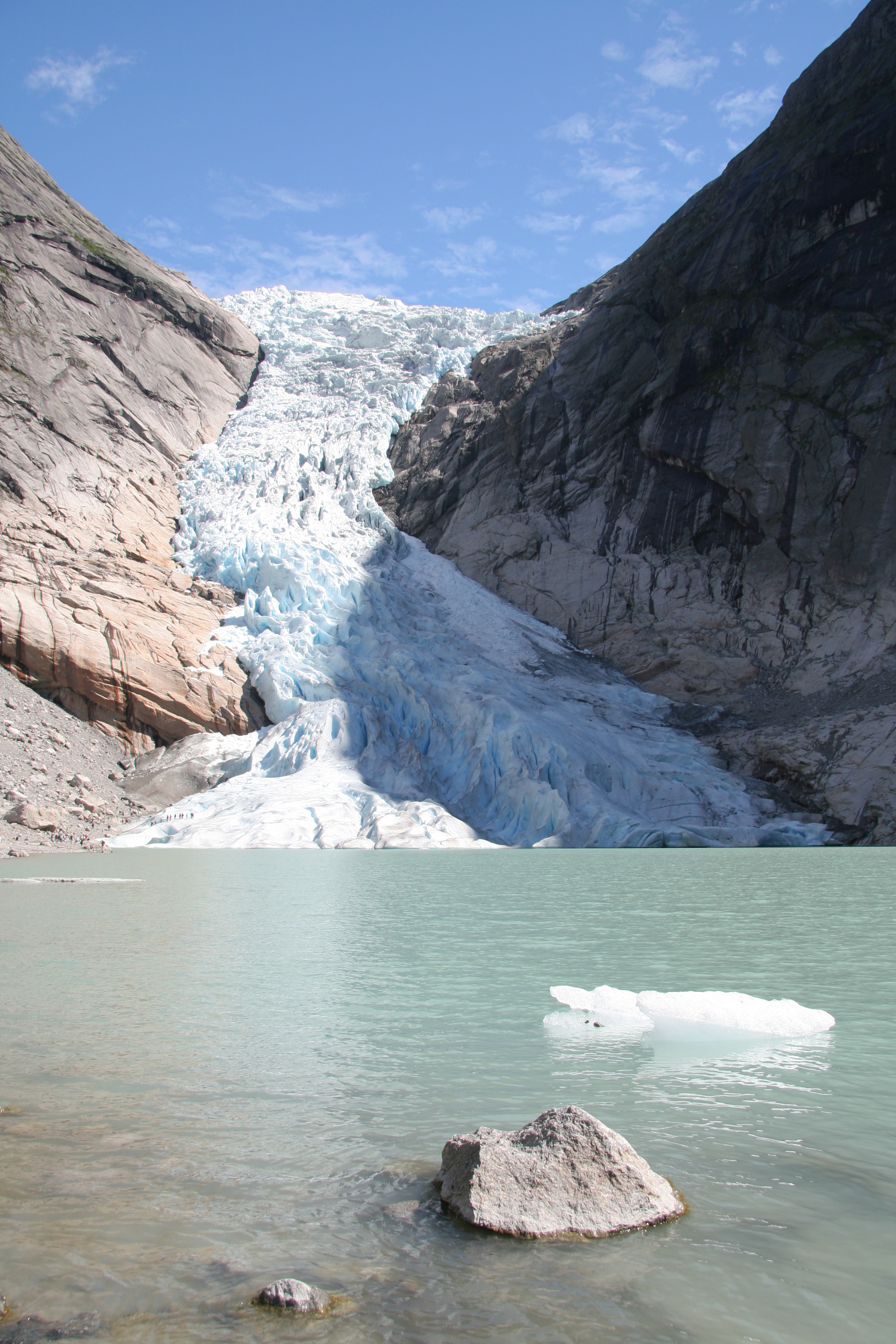
Die Gletscherzunge am See im Juli 2006
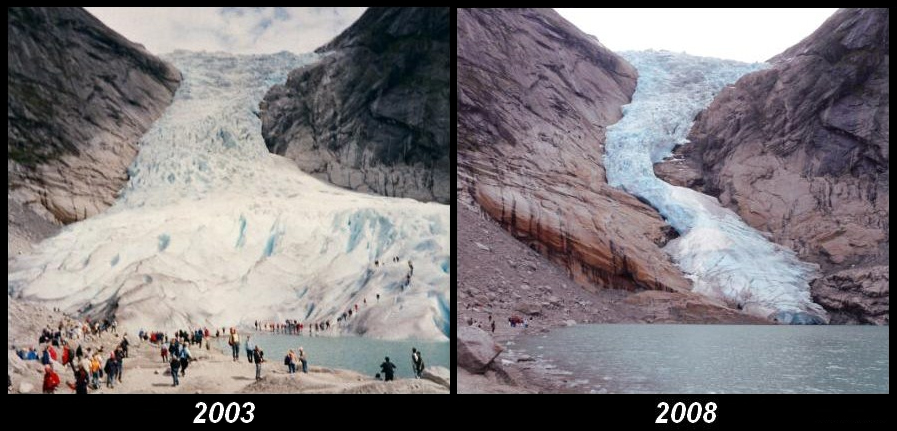
Rückgang des Briksdalsbreen, Aufnahmen in 2003 und 2008
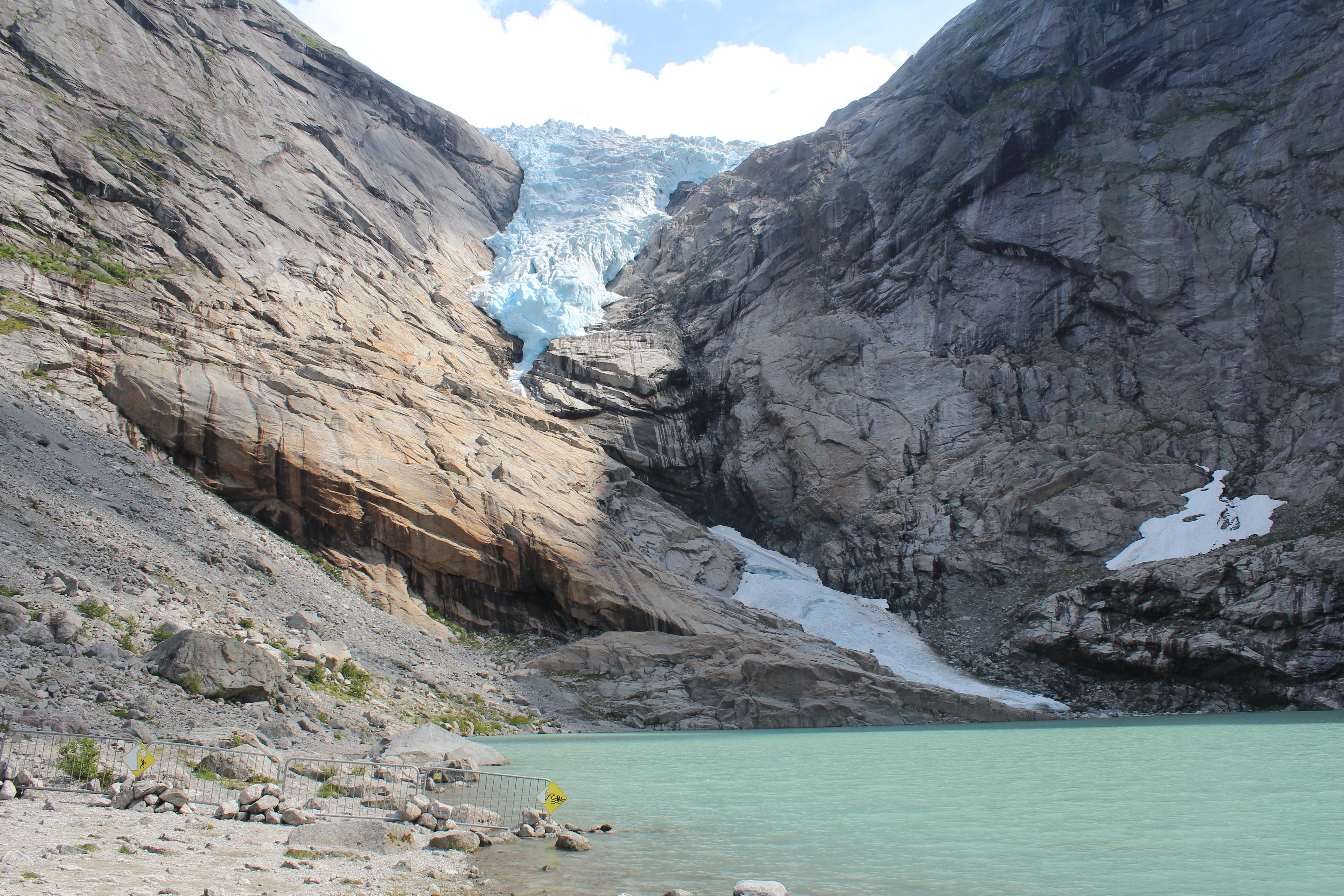
Briksdalsbreen im Juni 2018